# Episodi di Beowulf: Return to the Shieldlands
La prima stagione della serie televisiva Beowulf: Return to the Shieldlands è stata trasmessa in prima visione nel Regno Unito da ITV dal 3 gennaio al 20 marzo 2016; il primo episodio era già stato distribuito il 23 dicembre 2015 attraverso il servizio on-demand ITV Hub.
Inizialmente gli episodi sarebbero dovuti essere 13, ma l'emittente britannica, soprattutto a causa dei bassi ascolti, ha preferito ridurli a 12, rimontando in maniera diversa le puntate.
In Italia la stagione è ancora inedita.
| nº | Titolo originale | Titolo italiano | Prima TV Regno Unito | Prima TV Italia |
| -- | ---------------- | --------------- | -------------------- | --------------- |
| 1  | Episode 1        |                 | 3 gennaio 2016       |                 |
| 2  | Episode 2        |                 | 10 gennaio 2016      |                 |
| 3  | Episode 3        |                 | 17 gennaio 2016      |                 |
| 4  | Episode 4        |                 | 24 gennaio 2016      |                 |
| 5  | Episode 5        |                 | 31 gennaio 2016      |                 |
| 6  | Episode 6        |                 | 7 febbraio 2016      |                 |
| 7  | Episode 7        |                 | 14 febbraio 2016     |                 |
| 8  | Episode 8        |                 | 21 febbraio 2016     |                 |
| 9  | Episode 9        |                 | 28 febbraio 2016     |                 |
| 10 | Episode 10       |                 | 6 marzo 2016         |                 |
| 11 | Episode 11       |                 | 13 marzo 2016        |                 |
| 12 | Episode 12       |                 | 20 marzo 2016        |                 |